# Янківці (гміна)
Гміна Янківці (пол. Gmina Jankowce) — сільська гміна у Тернопільському повіті Тернопільського воєводства Другої Речі Посполитої. Адміністративним центром гміни було село Янківці (вже в радянський час перейменовано на Іванківці).
Гміна утворена 1 серпня 1934 року в рамках нового закону про самоврядування (23 березня 1933 року).
Площа гміни — 78,26 км²

Кількість житлових будинків — 1263

Кількість мешканців — 6107
Гміну створено на основі давніших сільських гмін:  частина гміни Янівці разом Янківцями (інша частину до гміни Ігровиця), Чернихів, Глядки, Городище, Малашівці, Носівці, Плесківці, Заруддя та Обаринці (1963 село Обаринці об'єднали з Заруддям і назвали Кобзарівкою).